# 旅の情報誌 みちくさ
「旅の情報誌 みちくさ」（たびのじょうほうし　みちくさ・別称〈時間の旅路を行く　みちくさ〉）は、株式会社アイロードが発行する、南九州の様々な情報を掲載するフリーペーパー。編集部は宮崎県宮崎市大工にある。

## 概要
宮崎・鹿児島・熊本・大分を中心とした歴史や文化、人の温かさに触れながら、南九州一帯に無料で配布している。
配布は郵送と、編集部員による直接配布も多く行なわれている。

### みちくさ倶楽部
倶楽部会員制度（年会費制）。倶楽部会員は年4回、アンケートを元に編集長がセレクトした「ひみつの玉手箱」が送られてくる。
内容は届くまで不明だが、年会費をはるかに上回る様々な食品や宿泊券などが梱包され送られてくる。